# نجوى (أخلاق)
النجوى هي حديث السر بين شخصين أو أكثر، تباح إن كانت في الخير والمعروف، وتحرم إن كانت في إثم وعدوان أو انفراد اثنين بها ومعهما شخص ثالث في نفس المكان.

## مفهوم النجوى

### النجوى لغة
النَّجْوُ: السرُّ بين اثنين. يقال نَجَوْتُهُ نَجْوًا، إذا ساررته، وكذلك ناجَيْتُهُ، وانْتَجى القومُ وتَناجَوْا، أي تسارُّوا، وانْتَجَيْتُهُ أيضًا، إذا خصصته بمناجاتك، والاسم: النَجْوى. 
وقال الراغب الأصفهاني: ونَاجَيْتُهُ. أي: سارَرْتُه، وأصله أن تخلو به في نَجْوة من الأرض، وقيل: أصله من النّجاة، وهو أن تعاونه على ما فيه خلاصه. أو أن تَنْجُوَ بسرِّك من أن يطلع عليك، وتَنَاجَى القومُ... وقد يوصف بالنّجوى، فيقال: هو نَجْوَى، وهم نَجْوَى، والنَّجِيُّ: المُنَاجِي، ويقال للواحد والجمع. 

### النجوى في العرف
قال ابن حجر: النجوى هي ما تكلم به المرء يسمع نفسه ولا يسمع غيره، أو يسمع غيره سرًّا دون من يليه. 

## تحريم النجوى بالإثم والعدوان
قال الله تعالى في القرآن الكريم: {يَا أَيُّهَا الَّذِينَ آمَنُوا إِذَا تَنَاجَيْتُمْ فَلَا تَتَنَاجَوْا بِالْإِثْمِ وَالْعُدْوَانِ وَمَعْصِيَتِ الرَّسُولِ وَتَنَاجَوْا بِالْبِرِّ وَالتَّقْوَى وَاتَّقُوا اللَّهَ الَّذِي إِلَيْهِ تُحْشَرُونَ} [سورة المجادلة، آية: 9]
فالله تعالى في هذه الآية أرشد المؤمنين إذا تناجوا فيما بينهم أن لا يتناجوا بما فيه إثم وعدوان ومعصية لرسول الله كما يفعله اليهود والمنافقون. 
وقد نهى الله قبل اليهود والمنافقين عن التناجي بالإثم والعدوان، وذلك في قول الله تعالى: {أَلَمْ تَرَ إِلَى الَّذِينَ نُهُوا عَنِ النَّجْوَى ثُمَّ يَعُودُونَ لِمَا نُهُوا عَنْهُ وَيَتَنَاجَوْنَ بِالْإِثْمِ وَالْعُدْوَانِ وَمَعْصِيَتِ الرَّسُولِ} [سورة المجادلة، آية: 8].

### النجوى بالإثم من الشيطان
قال الله تعالى: {إِنَّمَا النَّجْوَى مِنَ الشَّيْطَانِ لِيَحْزُنَ الَّذِينَ آمَنُوا وَلَيْسَ بِضَارِّهِمْ شَيْئًا إِلا بِإِذْنِ اللَّهِ وَعَلَى اللَّهِ فَلْيَتَوَكَّلِ الْمُؤْمِنُونَ} [سورة المجادلة، آية:10]
قال ابن كثير: يعني: إنما يصدر هذا من المتناجين عن تسويل الشيطان وتزيينه، {ليحزن الذين آمنوا} أي: ليسوءهم، وليس ذلك بضارهم شيئا إلا بإذن الله، ومن أحس من ذلك شيئا فليستعذ بالله وليتوكل على الله، فإنه لا يضره شيء بإذن الله.

## الترغيب في النجوى بالمعروف
أباح الله تعالى النجوى إذا كانت في المعروف والبر، فقال تعالى أيضا: {وَتَنَاجَوْا بِالْبِرِّ وَالتَّقْوَى} [سورة المجادلة، آية: 9] ، وقال تعالى: {لَا خَيْرَ فِي كَثِيرٍ مِنْ نَجْوَاهُمْ إِلَّا مَنْ أَمَرَ بِصَدَقَةٍ أَوْ مَعْرُوفٍ أَوْ إِصْلَاحٍ بَيْنَ النَّاسِ وَمَنْ يَفْعَلْ ذَلِكَ ابْتِغَاءَ مَرْضَاتِ اللَّهِ فَسَوْفَ نُؤْتِيهِ أَجْرًا عَظِيمًا} [سورة النساء، آية رقم: 114]، أي: أنه لا خير فيما يتناجى فيه الناس ويخوضون فيه من الحديث، إلا ما كان من أعمال الخير. 

## النجوى بين اثنين إذا كان معهما ثالث
جاء في الحديث النبوي عن عبد الله بن عمر: أن رسول الله صلى الله عليه وسلم قال: «إذا كانوا ثلاثة، فلا يتناجى اثنان دون الثالث». 
لكن إذا كان المتناجيان في مجمع من الناس فيجوز التناجي حينئذ، فقد روى عبد الله بن مسعود أن رسول الله صلى الله عليه وسلم قال: «إذا كنتم ثلاثة فلا يتناجى اثنان دون الآخر، حتى تختلطوا بالناس من أجل أن يحزنه». 
قال القرطبي: قوله: (حتى يختلطوا بالناس) بين غاية المنع، وهو أن يجد الثالث من يتحدث معه، كما فعل ابن عمر، وذلك: أنه كان يتحدث مع رجل، فجاء آخر يريد أن يناجيه، فلم يناجه حتى دعا رابعا، فقال له وللأول: تأخرا، وناجى الرجل الطالب للمناجاة. 

### سبب منع مناجاة اثنين دون الثالث
هو ما يقع في نفس الشخص الثالث ما يحزن لأجله، وذلك بأن يقدر في نفسه أن الحديث عنه بما يكره، أو أنهما لم يرياه أهلًا ليشركهما في الحديث، إلى غير ذلك من ألقيات الشيطان وأحاديث النفس. وحصل ذلك كله من بقائه وحده، فإذا كان معه غيره أمن ذلك، وعلى هذا يستوي في ذلك كل الأعداد، فلا يتناجى أربعة دون واحد ولا عشرة ولا ألف مثلا، لوجود ذلك المعنى في حقه، بل وجوده في العدد الكثير أمكن وأوقع، فيكون بالمنع أولى، وإنما خص الثلاثة بالذكر، لأنه أول عدد يتأتى ذلك المعنى فيه. وظاهر الحديث يعم جميع الأزمان والأحوال، وإليه ذهب ابن عمر ومالك والجمهور، وسواء أكان التناجي في مندوب أو مباح أو واجب فإن الحزن يقع به. 

### علاج من يشعر بالحزن ويتأثر بكلام الناس عنه
1- التعرف على الذات من خلال معرفة نقاط القوة والضعف من الناحية الجسدية، والعاطفية، والفكرية. 
2 - عدم مقارنة النفس بالآخرين.
3 - التعرف على ما يشعر بالسعادة والفرح مثل القراءة.
4 - مصاحبة من يعزز الثقة بالنفس، والتقليل من مخالطة المحبطين والسلبيين.
5 - استحضار إنجازات الماضي في كل لحظة وتذكر المواقف والأحداث الإيجابية.
6- مكافأة النفس والاعتناء بها.

## مواضيع ذات صله
- أخلاق
- بر (خلق)
- معروف
- كتمان الأسرار